# Антонов Ан-26
Антонов Ан-26 је транспортни авион, средње носивости. Развијен је у оквиру бироа Антонова, а произведен је у кијевској фабрици авиона у Совјетском Савезу. Овај авион је првенствено осмишљен за војне потребе. НАТО назив му је Curl.
Ан-26 је двомоторни авион, с могућношћу трансформације у путничку и друге намене. Опремљен је с два турбоелисна мотора Аи-24ВТ, снаге 2х2800 ph и једним допунским турбомлазним мотором Ру-19-А300.
Настао је еволуцијом из Ан-24. Репројектовањем задњег дела трупа, обезбеђен је велики отвор с утоварно-истоварном рампом и пресоризованим (херметизованим) - кабином под притиском - простором за терет. Преко утоварно-истоварне рампе се могу истоварати (десантирати) људи (падобранци) и терет и у току лета.
Произведено је укупно 1.410 авиона овог типа, од којих су још увек неки у оперативној употреби у многим земљама света.

## Историја
Развој војног транспортног авиона Ан-26 је започет 1964. године. Програм се базирао на даљем развоју постојећег транспортног авиона Ан-24Т. Програмом је руководио В. А. Гарвардт (заменик главног конструктора). Заменио га је, априла месеца 1969. године, Орлов.
Репројекат авиона Ан-24Т у Ан-26 се састојао у реконструкцији задњег дела трупа, хоризонталног репа, уградњом великог отвора (врата) с утоварно-истоварном рампом и у интеграцији нових мотора, веће снаге.
Захтевано је да Ан-26 има максималну полетну масу до 24.000 kg. То је последично условило уградњу јачих мотора Аи-24ВТ и ојачање структуре крила.
До маја 1968. године је завршена и предата фабрици сва техничка документација за прототип авиона Ан-26.
Развој и производња првог прототипа су завршени 20. децембра 1968. године. Његов први лет је извршен 21. маја 1969. године, а истог лета је приказан на изложби авиона у Буржеу, крај Париза.
Његова детаљна испитивања су трајала до 21. септембра 1970. године. Донета је одлука и отпочела је серијска производња још 1968. године, без чекања на полетање и резултате испитивања прототипа. То је учињено на основу процене да не постоји ризик за успех развоја задатог репројекта авиона Ан-24 у Ан-26.
Серијска производња је организована у Кијевској фабрици авиона. Први серијски авион Ан-26 је завршен 29. августа 1969. године. У 1970-тој години је уходана серијска производња. Производња тога типа авиона је трајала све до 1986. године. Укупно је произведено 1410 авиона Ан-26.
У 1970-тој години је почело увођење Ан-26 у оперативну употребу у јединице Совјетске армије Совјетског Савеза, а у Аерофлот 1973. год.
По подацима Федералне ваздухопловне службе (ФАС), првог маја 1998. године у Русији се у употреби налазило 276 цивилних авиона. По процени ФАС-а у 2005. године остало је свега 126 цивилних авиона Ан-26. Непознат је тачан податак колико се авиона Ан-26 налази у оружаним снагама.
Авион Ан-26 се масовно користи у ваздухопловствима 29 земаља света.

## Опис

### Опис авиона
Ан-26 је средњи транспортно-десантни авион, превасходно за тактички и оперативни војни ваздушни транспорт живе силе и војне опреме, у повољним и сложеним метеоролошким условима, дању и ноћу.
Авион Ан-26 је наследио аеродинамичку концепцију од Ан-24, слободноносећег висококрилца. Крило је у плану трапезног облика. Авион је потпуно метални, крило и репови кесонске а труп полумонокок конструкције. Механизација крила је од два центопланска закрилца и два закрилца с истовременом функцијом елерона (крилаца). Обезбеђено је управљање носном ногом, при вожњи по земљи. Погон авиона се састоји од два турбоелисна мотора Аи-24ТБ, с четворокраким елисама АБ-72Т и с помоћним турбомлазним мотором, уграђеним у правцу гондоле основног мотора.
У основној намени је обезбеђено да авион Ан-26 носи 39 војника или 30 падобранаца с личном опремом, 26 рањеника на носилима, самоходна средства АСУ-57 и СД-85, аутомобил ГАЗ-69, минобацач од 120 mm итд., што се све може избацити из ваздуха у току лета.
На труп авиона се може поставити 2-4 спољна носача подвесних терета (бомбе од по 2x1.000 kg или 4x500 kg).
Репројектован је репни део трупа, с уграђеним великим отвором с рампом за утовар и истовар терета и за улазак и излазак војника и десантних падобранаца. Обезбеђено је херметично затварање отвора, тако да се у целом корисном простору трупа одржава потребан притисак ваздуха и на већим висинама лета. Искоришћена је рампа која је развијена за Ан-40 и служи као мост за улазак и излазак самоходних средстава, живе силе и транспорт терета у и из авиона.
Обезбеђен је истовар, десант људства и терета преко рампе у току лета. Омогућен је смештај терета у авион с димензијама до: ширине 2,1 m и висине 1,5 m.
Резултати испитивања, велики број сати налета и велики број реализованих задатака су потврдили успешну конструкцију утоварно-истоварне рампе, осавремењене кабине навигатора и система за избацивање људства и терета с падобраном.
У функцији смањења отпора, на хоризонтални реп су уграђени гранични, терминезонски усмеривачи.
Због интеграције јачих мотора и повећања носивости авиона репројектом је ојачана структура крила.
На точкове стајног трапа су уграђене гуме већег профила због повећаног оптерећења при полетању, слетању и вожњи по земљи.
Авион Ан-26 се одликује с високим карактеристикама стабилности и управљивости, једноставном техником пилотирања, робусном структуром, лаком експлоатацијом и одличним прегледом и приступом товарном простору, што га сврстава у квалитетну категорију. Одличне полетно слетне карактеристике и отпоран стајни трап омогућују авиону употребу неприпремљених полетно-слетних земљаних, травнатих, глатких, пешчаних, снежних и мокрих стаза малих димензија.
У задацима помоћне намене, може се Ан-26 користити за борбено дејство бомбардовања. Имао је широку вишенаменску употребу приликом оружане интервенције Совјетског Савеза у Авганистану и у међуетничким и међуверским сукобима, у току рушења бивше Југославије.

### Карактеристике
- Број чланова посаде 4-5
- Погон, два турбоелисна мотора Ивченко Ал-24ВТ, снаге 2  2.103
- Помоћни турбо-млазни мотор Ру-19-А300, потиска 1
- Количина горива 5.500
- Максималан користан терет 5.500
- Брзина крстарења 430
- Потрошња горива 1.000
- Експлоатациона висина лета 7.500
- Дужина стазе полетања, с максималним теретом (пун горива и терета) 740
- Потребна полетно-слетна стаза (на висини нивоа мора, по стандард атмосфери) је 1.450 m[1][2][3]

### Верзије
- Ан-26А - Основна верзија
- Ан-26Б - Уведена верзија 1981. године за превоз робе у контејнерима.
- Ан-26А-100 и Ан-26Б-100 - Модификован простор за терет, за пријем 48 путника.
- Ан-26БРЛ - За истраживање и испитивање наслага леда у северном поларном региону.
- Ан-26Л - Посебна намена, за калибрације уређаја.
- Ан-26М - Медицинска верзија, за 24 пацијента (летећа амбуланта).
- Ан-26П - Противпожарна верзија.
- Ан-26РТР -Електронско ратовање (извиђање, ометање).
- Ан-26СТ - Верзија за Источно немачко ваздухопловство, за специјалне намене.
- Ан-26РР - Верзија за мерење радио-сигнала.
- Ан-30 (1974. год.) - Верзија за аерофотоснимање, по класификацији НАТО је Clank.
- Ан-32 (1977. год.) - Верзија авиона Ан-26 с турбо-вентилаторским мотором, повећане снаге, намењен за екстремне услове и топлу климу, по класификацији НАТО Cline.
- Ан-32Б - Верзија с повећаном носивошћу за 500 kg.
- Ан-32П - Противпожарна верзија.
- -7Н-500 - Специјална верзија за Кинеску војску, командни авион и авион лабораторија за специјалну електронику.[1][3]

### Авионски системи опреме
Авионски системи опреме обезбеђују извршавање транспортно-десантних задатака дању и ноћу, у једноставним и сложеним метеоролошким условима и при слабој видљивости. Системе сачињавају подсистеми пилотажне-навигације, радионавигације, радиовезе, радиолокације, десантно-транспортна и висинска опрема, електроопрема и опрема за одлеђивање спољних површина авиона.
Пилотажно-навигацијска опрема се састоји из комплекса навигацијских уређаја и аутопилота.
Наменски оптички нишан за бомбардовање ОПБ-1П, се користи и за прецизно избацивање падобранаца и терета.
Опрему радиовезе, радионавигације и радиолокације сачињавају више кориснички увезаних уређаја: УКВ радио-станица, магнетофон, два радио-компаса, радиовисиномер, станице радио-техничких система за блиску навигацију, авионски одашиљач, станица за заштиту од електронског ометања и рентгенометар.
Десантно-транспортну опрему сачињавају опрема за десант људи, терета, технике и превоз рањеника. Састоје се од трасе принудног отварање падобрана и механизма за вучу и померање терета, ужади итд.
У кабини, за терет, је уграђен клима уређај с аутоматском регулацијом температуре и притиска ваздуха у херметичком простору.
Спољашње површине авиона су заштићене од залеђивања с наменским системом. Овај систем функционише на микроинјекторском принципу рада, са загрејаним ваздухом од авионских мотора.
Помоћна опрема се напаја с електричном енергијом, сачињавају је вентилатори за ваздух, грејачи чеоних стакала пилотске кабине, давач притиска ваздуха и пилотски сат.
Све авионске потребе електричном енергијом се обезбеђују, у лету с два стартер-генератора и три акумулаторске батерије, а за рад на земљи с помоћним турбомлазним мотором.

## Удеси и катастрофе
Авион Ан-26 је масовни авион у земљама трећег света и у бившим чланицама Варшавског уговора. Реализован је велики број сати налета у веома тешким и хетерогеним условима експлоатације. У тешким условима експлоатације на простору од Северног до Јужног пола, у дијаметрално екстремним условима ниских и високих температура, у економски и технички неразвијеним земљама авион Ан.26 се показао као веома поуздан и толерантан на услове експлоатације. До 5. маја 2008. године је регистрован губитак 109 авиона Ан-26, који су трајно онеспособљени у удесима. У оквиру тога је било и катастрофа с трагичним последицама по људске животе, а најтежа је у Киншанси, Република Конго, 4. октобра 2007. године. У тој катастрофи је страдало 52 особе.

## Корисници
| Корисници авиона Ан-2 | Корисници авиона Ан-2 | Корисници авиона Ан-2                              |
| Државе                | Државе                | Земље корисници авиона Ан-26. Ан-26Б српске Војске |
| --------------------- | --------------------- | -------------------------------------------------- |
| Авганистан            | Ангола                | Земље корисници авиона Ан-26. Ан-26Б српске Војске |
| Белорусија            | Бугарска              | Земље корисници авиона Ан-26. Ан-26Б српске Војске |
| Чад                   | Република Конго       | Земље корисници авиона Ан-26. Ан-26Б српске Војске |
| Замбија               | Куба                  | Земље корисници авиона Ан-26. Ан-26Б српске Војске |
| Чешка Република       | Етиопија              | Земље корисници авиона Ан-26. Ан-26Б српске Војске |
| Казахстан             | Лаос                  | Земље корисници авиона Ан-26. Ан-26Б српске Војске |
| Либан                 | Литванија             | Земље корисници авиона Ан-26. Ан-26Б српске Војске |
| Мадагаскар            | Мали                  | Земље корисници авиона Ан-26. Ан-26Б српске Војске |
| Монголија             | Мозамбик              | Земље корисници авиона Ан-26. Ан-26Б српске Војске |
| Мађарска              | Никарагва             | Земље корисници авиона Ан-26. Ан-26Б српске Војске |
| Нигер                 | Пољска                | Земље корисници авиона Ан-26. Ан-26Б српске Војске |
| Румунија              | Русија                | Земље корисници авиона Ан-26. Ан-26Б српске Војске |
| Србија                | Словачка              | Земље корисници авиона Ан-26. Ан-26Б српске Војске |
| Сирија                | Украјина              | Земље корисници авиона Ан-26. Ан-26Б српске Војске |
| Вијетнам              | Јерменија             | Земље корисници авиона Ан-26. Ан-26Б српске Војске |

|                             |                     |                 |
| Ан-26 војске пољске војске. | Ан-26 чешке војске. | Ан-26 Литваније |